# Montserrat González
Montserrat González Benítez (Asunción, 1º luglio 1994) è un'ex tennista paraguaiana.

## Carriera
Durante la sua carriera da junior, ha vinto sei titoli in singolo e due titoli in doppio. Ha raggiunto la finale agli Open di Francia 2012 - Doppio ragazze in coppia con la brasiliana Beatriz Haddad Maia, ma sono state sconfitte dalle russe Dar'ja Gavrilova e Irina Chromačëva.
Montserrat González ha vinto 11 titoli in singolare e 9 titoli in doppio nel circuito ITF in carriera. Il 12 settembre 2016 ha raggiunto il best ranking in singolare raggiungendo la 150ª posizione mondiale, mentre il 19 giugno 2017 ha raggiunto la 170ª posizione in doppio.
Ha fatto parte della squadra paraguaiana di Fed Cup a partire dal 2011, dove ha un bilancio complessivo di 42 vittorie e 20 sconfitte.
Ha vinto una medaglia d'argento ai XVIII Giochi Panamericani di Tennis insieme a Verónica Cepede Royg, venendo sconfitte nella finale dalle statunitensi Usue Maitane Arconada e Caroline Dolehide.
Il 25 agosto 2021, ha annunciato il suo ritiro dal tennis professionistico.

## Grand Slam Junior

### Doppio

#### Sconfitte (1)
| Tornei del Grande Slam  |
| ----------------------- |
| Australian Open (0)     |
| Open di Francia (1)     |
| Torneo di Wimbledon (0) |
| US Open (0)             |

| N. | Data          | Torneo                  | Superficie  | Compagna            | Avversarie in finale              | Punteggio        |
| 1. | 8 giugno 2012 | Open di Francia, Parigi | Terra rossa | Beatriz Haddad Maia | Dar'ja Gavrilova Irina Chromačëva | 6-4, 4-6, [8-10] |